# Вучичевич, Ваня
Ваня Вучичевич (серб. Вања Вучићевић; род. 22 марта 1998, Белград) — сербский футболист, нападающий черногорского клуба «Арсенал».

## Клубная карьера
Вучичевич — воспитанник клубов «Полет Доркол», ОФК, «Чукарички» и «Црвена звезда». 17 мая 2017 года в матче против «Явора» он дебютировал в чемпионате Сербии. Летом того же года для получения игровой практики Ваня на правах аренды перешёл в чачакский «Борац». 9 сентября в матче против «Земуна» он дебютировал за новую команду. В начале 2018 года Вучичевич был отдан в аренду в «Спартак» из Суботицы. 5 мая в матче против «Црвены Звезды» он дебютировал за новый клуб.
Летом 2018 года Вучичевич подписал годовой контракт с самарским клубом «Крылья Советов».